# Siegfried Lenz
Siegfried Lenz (Ełk, 17 de março de 1926 — Hamburgo, 7 de outubro de 2014) foi um roteirista, jornalista e escritor alemão de romances, histórias curtas e ensaios, assim como dramas para rádio e teatro. Em 2000, ele recebeu o Prêmio Goethe, no 250° aniversário do nascimento de Johann Wolfgang von Goethe.

## Trabalho

### Romances
- 1951: Es waren Habichte in der Luft
- 1951: Der Überläufer (publicado postumamente em 2016)
- 1953: Duell mit dem Schatten
- 1957: Der Mann im Strom[3]
- 1959: Brot und Spiele
- 1963: Stadtgespräch
- 1968: Deutschstunde
- 1973: Das Vorbild
- 1978: Heimatmuseum
- 1981: Der Verlust
- 1985: Exerzierplatz
- 1990: Die Klangprobe
- 1994: Die Auflehnung
- 1999: Arnes Nachlaß
- 2003: Fundbüro

### Contos e Romances
- 1955: So zärtlich war Suleyken. Masurische Geschichten, Kurzgeschichten
- 1956: Das schönste Fest der Welt
- 1956: Das Kabinett der Konterbande
- 1957: Das Wunder von Striegeldorf
- 1957: Risiko für Weihnachtsmänner
- 1958: Der Anfang von etwas
- 1958: Jäger des Spotts. Geschichten aus dieser Zeit, Erzählungen
- 1958: Lukas, sanftmütiger Knecht, Erzählung
- 1959: Ein Freund der Regierung, Kurzgeschichte
- 1960: Das Feuerschiff, Erzählungen
- 1960: Der Verzicht, Erzählungen
- 1961: Zeit der Schuldlosen, szenisches Werk
- 1962: Stimmungen der See, Erzählungen
- 1964: Das Gesicht, szenisches Werk
- 1964: Lehmanns Erzählungen
- 1965: Der Spielverderber, Erzählung
- 1967: Haussuchung, szenisches Werk
- 1968: Leute von Hamburg, Erzählung
- 1970: Die Augenbinde, szenisches Werk
- 1973: Wie bei Gogol, Erzählung
- 1975: Der Geist der Mirabelle, Erzählung
- 1975: Einstein überquert die Elbe bei Hamburg, Erzählungen
- 1980: Drei Stücke, szenisches Werk
- 1984: Ein Kriegsende, Erzählung
- 1986: Die Erzählungen 1949–1984
- 1987: Das serbische Mädchen, Erzählung
- 1996: Ludmilla, Erzählung
- 2004: Zaungast, Erzählungen
- 2006: Die Erzählungen. ISBN 3-455-04285-6.
- 2008: Schweigeminute, Novelle
- 2009: Landesbühne, Novelle. Hoffmann e Campe, Hamburg 2009, ISBN 978-3-455-30665-1.
- 2009: Der Ostertisch, Erzählung, Illustr.: Jacky Gleich
- 2011: Die Ferne ist nah genug. Erzählungen. Hrsg. von Helmut Frielinghaus. dtv, München 2011, ISBN 978-3-423-14023-2.
- 2011: Die Maske. Erzählungen. Hoffmann e Campe, Hamburg 2011, ISBN 978-3-455-40098-4.[4]
- 2011: Harmonie. Die Versuchsperson. Zwei Einakter. Hoffmann e Campe, Hamburg 2011, ISBN 978-3-455-04292-4.
- 2012: Küste im Fernglas. Erzählungen. Hrsg. von Helmut Frielinghaus. dtv, München 2012, ISBN 978-3-423-14080-5.
- 2013: Die Nacht im Hotel. Illustriert von Joëlle Tourlonias, ISBN 978-3-455-38127-6.
- 2013: Eine Liebesgeschichte. Zärtliches aus Suleyken. Illustriert von Franziska Harvey. ISBN 978-3-455-38134-4.
- 2013: Das Wunder von Striegeldorf. Eine Weihnachtsgeschichte. Neuausgabe mit Illustrationen von Franziska Harvey. ISBN 978-3-455-38083-5.
- 2014: Leute von Hamburg. Mit Bildern von Klaus Fußmann e einem Vorwort von Helmut Schmidt, Hoffmann e Campe, ISBN 978-3-455-40513-2.
- 2015: Das Wettangeln. Illustriert von Nikolaus Heidelbach. Hoffmann e Campe, Hamburg 2015, ISBN 978-3-455-40548-4.
- 2015: Eine Art Bescherung Weihnachts- e Wintergeschichten. Hoffmann e Campe, Hamburg 2015, ISBN 978-3-455-40539-2.

### Ensaios, Livros Infantis, Discursos
- 1953: Lotte soll nicht sterben, Kinderbuch
- 1970: Beziehungen, Essay
- 1971: Die Herrschaftssprache der CDU, Rede
- 1971: Verlorenes Land – Gewonnene Nachbarschaft, Rede
- 1971: So war das mit dem Zirkus, Kinderbuch
- 1980: Gespräche mit Manès Sperber und Leszek Kołakowski.
- 1982: Über Phantasie: Gespräche mit Heinrich Böll, Günter Grass, Walter Kempowski, Pavel Kohout.
- 1983: Elfenbeinturm und Barrikade. Erfahrungen am Schreibtisch, Essay
- 1986: Geschichte erzählen – Geschichten erzählen, Essay
- 1992: Über das Gedächtnis. Reden und Aufsätze.
- 1998: Über den Schmerz, Essay.
- 2001: Mutmaßungen über die Zukunft der Literatur, Essay.
- 2006: Selbstversetzung, Über Schreiben und Leben. Hoffmann eCampe, Hamburg, ISBN 3-455-04286-4.
- 2012: Amerikanisches Tagebuch 1962. Hoffmann e Campe Verlag, ISBN 978-3-455-40422-7
- 2014: Gelegenheit zum Staunen. Ausgewählte Essays. Hrsg. von Heinrich Detering. Hoffmann e Campe Verlag, ISBN 978-3-455-40493-7.
- 2017 Marvellas ganze Freude. Illustriert von Nikolaus Heidelbach. Hoffmann e Campe, Hamburg, ISBN 978-3-455-40621-4.

### Adaptações cinematográficas (seleção)
- 1953: Inspektor Tondi (Fernsehfilm) – Diretor: Hanns Farenburg, com Karl John, Karl Klüsner, Maria Martinsen, Helmuth Rudolph  e outros
- 1958: Der Mann im Strom – Diretor: Eugen York, com Hans Albers, Gina Albert, Helmut Schmid, Jochen Brockmann, Wolfgang Völz, Joseph Offenbach  e outros
- 1963: Das Feuerschiff – Diretor: Ladislao Vajda, com Dieter Borsche, Helmut Wildt, Michael Hinz, Pinkas Braun, Sieghardt Rupp  e outros
- 1964: Die Zeit der Schuldlosen – Diretor: Thomas Fantl, com Karl Alberti, Otto Brüggemann, Hans Cossy, Wolfgang Kieling, Peter Pasetti, Erik Schumann  e outros
- 1966: Ein Haus aus lauter Liebe (Fernsehfilm) – Diretor: Herbert Vesely, com Heinz Bennent e Herbert Fleischmann.
- 1971: Deutschstunde (Fernsehfilm) – Diretor: Peter Beauvais, com Wolfgang Büttner, Arno Assmann, Irmgard Först, Edda Seippel, Lisa Helwig  e outros
- 1975: Lehmanns Erzählungen (Fernsehfilm) – Diretor: Wolfgang Staudte, com Otto Sander, Karl Lieffen  e outros
- 1984: Ein Kriegsende (Fernsehfilm) – Diretor: Volker Vogeler, com Wigand Witting, Rüdiger Kirschstein, Boris Vogeler, Michael Weckler  e outros
- 1986: Das Feuerschiff (The Lightship) (USA) – Diretor: Jerzy Skolimowski, com Tom Bower, Klaus Maria Brandauer, Robert Costanzo, Badja Djola, Robert Duvall  e outros
- 1988: Heimatmuseum (Fernsehfilm) – Diretor: Egon Günther, com Mario Adorf, Helmut Zierl, Rüdiger Kirschstein, Dolly Dollar  e outros
- 1991: Das serbische Mädchen – Diretor: Peter Sehr, com Mirjana Joković, Ben Becker, Pascal Breuer, Vladimir Torbica, Joachim Regelien  e outros
- 2006: Der Mann im Strom (Fernsehfilm) – Diretor: Nikolaus Stein von Kamienski, com Jan Fedder, Lea Draeger, Moritz Grove, Peter Kurth, Peter Jordan, Fabian Meier  e outros
- 2008: Das Feuerschiff (Fernsehfilm) – Diretor: Florian Gärtner, com Jan Fedder, Axel Milberg, Tobias Schenke, Christian Tasche, Margarita Broich, Siegfried Lenz  e outros
- 2009: Die Auflehnung (Fernsehfilm) – Diretor: Manfred Stelzer, com Jan Fedder, André Hennicke, Susanne Lothar, Jodie Ahlborn, Josef Heynert  e outros
- 2012: Arnes Nachlass (Fernsehfilm) – Diretor: Thorsten Schmidt, com Jan Fedder, Max Hegewald, Suzanne von Borsody  e outros
- 2014: Die Flut ist pünktlich (Fernsehfilm) – Diretor: Thomas Berger, com Ina Weisse, August Zirner, Jürgen Vogel  e outros
- 2015: Der Verlust (Fernsehfilm) – Diretor: Thomas Berger, com Ina Weisse, Heino Ferch, Meret Becker  e outros
- 2015: Die Nacht im Hotel (Kurzfilm) – Diretor: Konstantinos Sampanis, com Dirk Böhling, Heinz Hoenig  e outros
- 2016: Schweigeminute (Fernsehfilm) – Diretor: Thorsten Schmidt, com Julia Koschitz e Jonas Nay
- 2018: Der Anfang von etwas (Fernsehfilm) – Diretor: Thomas Berger, com Ina Weisse e Juergen Maurer
- 2019: Deutschstunde – Diretor: Christian Schwochow, com Tobias Moretti e Ulrich Noethen
- 2020: Der Überläufer (Fernsehfilm) – Diretor: Florian Gallenberger, com Jannis Niewöhner, Rainer Bock, Bjarne Mädel e Ulrich Tukur